# Хималайска мечка
 Тази статия е за самостоятелния вид.  За подвида на кафявата мечка вижте Хималайска кафява мечка.  
Хималайската мечка (Ursus thibetanus), още тибетска мечка или азиатска черна мечка, е животно от семейство Мечкови.

## Разпространение
Разпространена в Афганистан, Хималаите (до 4000 m надм. височина), Южен и Източен Китай, Индокитай, Манджурия до Амур и Япония. Типично обитава широколистни гори, смесени гори, пустинни области. Рядко живее на височина над 3700 m. В Хималаите живее обичайно до 3500 m през летния сезон и зимно време слиза до територии на 1500 m надморска височина. Понякога в Япония се срещат и на нивото на морското равнище.

## Физически характеристики
На ръст е по-дребна от кафявата мечка – дължина до 1,75 m, височина 0,8 m и тегло до 150 кг. Има мощно, стегнато тяло, изфинена глава, големи уши, развити кучешки зъби и лъскава черна козина с бял нагръдник.

## Начин на живот
Хималайската мечка е силно раздразнителна и дръзка. При среща с тигър и хора влиза в двубой без колебания. В районите, където е разпространена, често се срещат хора, силно обезобразени от срещи с нея.
От ноември до март прекарва зимния си сън в хралупи и скални цепнатини.

### Хранене
Растителноядна и месоядна.

## Размножаване
Полова зрялост придобива след третата си година.